# Linia 2 metra w Atenach
Linia 2 metra w Atenach – jedna z trzech linii metra w Atenach, biegnąca z Anthupoli na północnym zachodzie do Eliniko na południu, przez stacje Omonia i Sintagma. Pierwszy odcinek linii od stacji Sepolia do Sintagma otwarto 28 stycznia 2000 wraz z linią 3.